# Of Thee I Sing
Of Thee I Sing è un musical con musiche di George Gershwin, parole di Ira Gershwin e libretto di George S. Kaufman e Morrie Ryskind. Il musical debuttò a Broadway e rimase in scena per 441 repliche, un grande successo di pubblico e critica. È stato il primo dei dieci musical ad aver vinto il Premio Pulitzer per la drammaturgia.

## Brani musicali
Primo atto
- Wintergreen for President
- Who is the Lucky Girl to Be?
- The Dimple on My Knee
- Because, Because
- As the Chairman of the Committee
- How Beautiful
- Never Was There a Girl So Fair
- Some Girls Can Bake a Pie
- Love is Sweeping the Country
- Of Thee I Sing
- Here's a Kiss for Cinderella
- I Was the Most Beautiful Blossom
- Some Girls Can Bake a Pie (Reprise)

Secondo atto
- Hello, Good Morning
- Who Cares?
- Garçon, S'il Vous Plaît
- The Illegitimate Daughter
- We'll Impeach Him
- Who Cares? (Reprise)
- The (Senatorial) Roll Call
- Jilted
- Who Could Ask for Anything More?
- Posterity
- Trumpeter, Blow Your Horn
- Finale